# Friedrich Leisch
Friedrich Leisch (* 31. Juli 1968 in Wien; † 24. April 2024) war ein österreichischer Statistiker.

## Leben
Friedrich Leisch wuchs in Wien auf. An der Technischen Universität Wien studierte er Technische Mathematik, 1999 wurde er bei Kurt Hornik promoviert und 2005 in Statistik habilitiert. Von 2006 bis 2011 war er Professor für Statistik an der Universität München, danach wirkte er als ordentlicher Professor am Institut für Statistik an der Universität für Bodenkultur Wien. Am 24. April 2024 verstarb Friedrich Leisch im Alter von 55 Jahren.  Er wurde am Friedhof Liesing bestattet.

## Wirken
Friedrich Leisch war einer der Hauptentwickler der Statistikumgebung R und Sweave und arbeitete im Bereich Statistical Computing.